# Олег Артемјев
Олег Германович Артемјев (рус. Олег Германович Артемьев; Рига, 28. децембар 1970) руски је космонаут и физичар. Изабран је за космонаута 2003. године, а први пут полетео је у свемир 2013. када је шест месеци боравио на Међународној свемирској станици као члан Експедиције 39/40. Током 2007. и 2009. године учествовао је у симулацији лета на Марс (пројекат Марс 500).
Пре него што је постао космонаут дуги низ година радио је за РКК Енергију, на развоју свемирских одела и процедура за изласке у отворени свемир. Током 1990-их био је члан тима који је вршио последње припреме пред лансирање руског модула Звезда.
У орбиту ће поново полетети у марту 2018. и боравиће на МСС као летачки инжењер Експедиција 55/56. Ожењен је и има једно дете.